# Arava

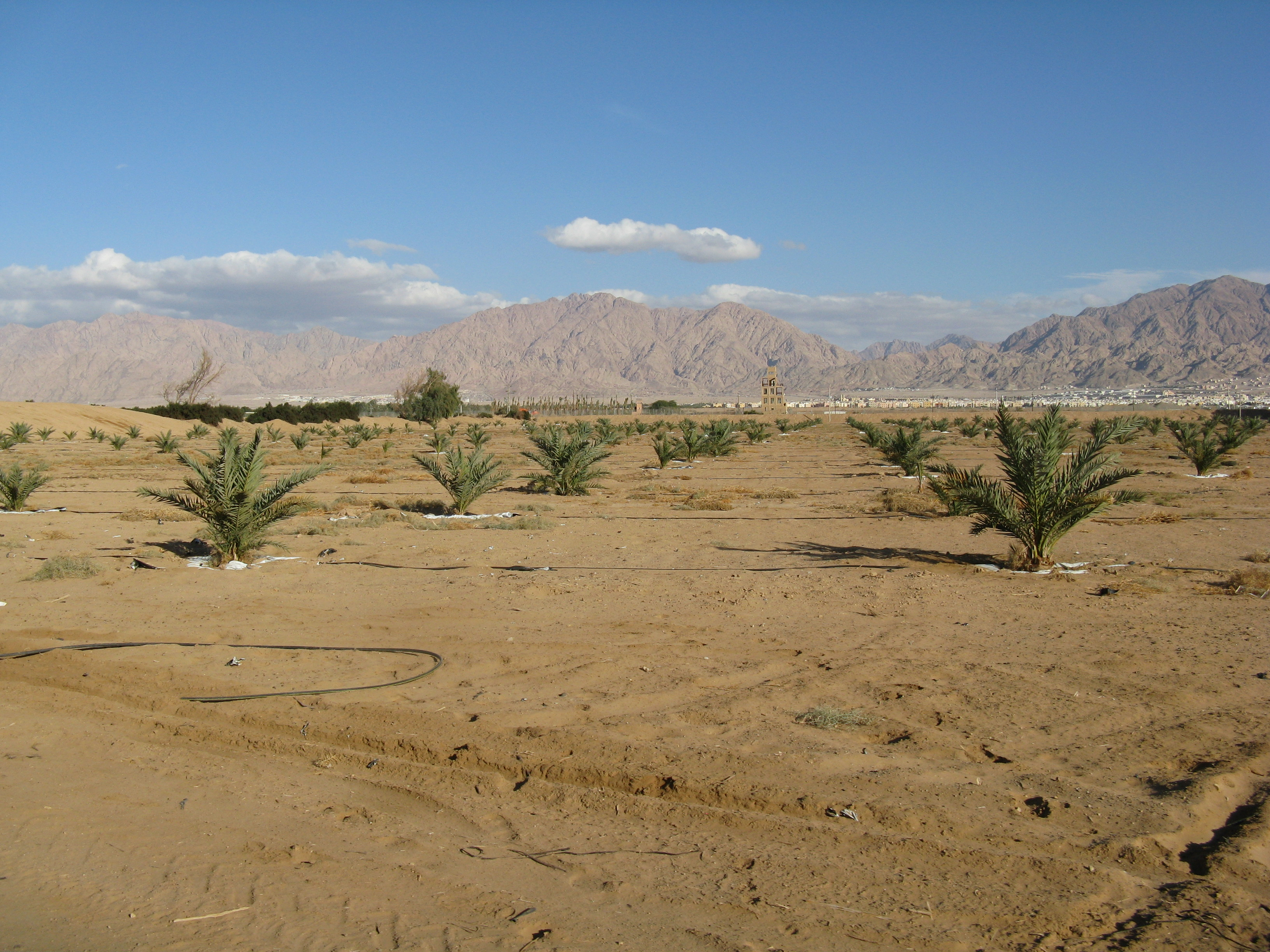
Landschaft in der Arava

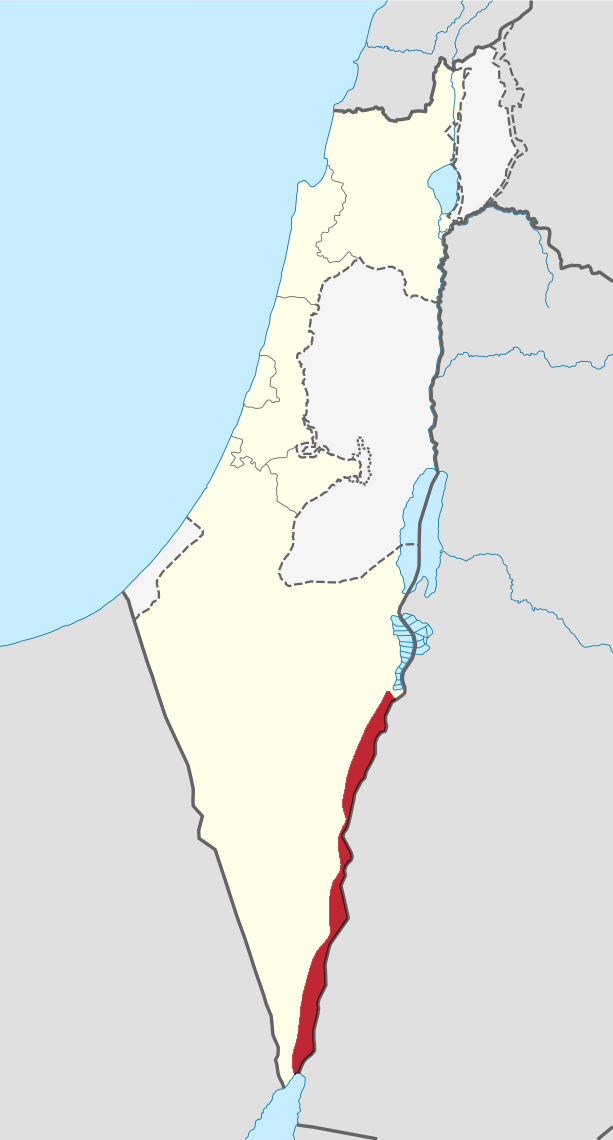
Bereich der Arava auf einer Karte Israels

Die Arava (hebräisch הָעֲרָבָה; arabisch وادي عربة, DMG Wādī ʿAraba; auch Aravasenke, gelegentlich auch Araba(h) oder Aravatal) ist die Senke vom Toten Meer bis zum Golf von Akaba, in der die Grenze zwischen Israel und Jordanien verläuft.

## Geographische Angaben
Die Aravasenke ist ein Teil des Großen Afrikanischen Grabenbruchs. Sie erstreckt sich vom Toten Meer über 165 km bis nach Eilat und Aqaba am Roten Meer und stellt damit die Fortsetzung des Jordangrabens nach Süden dar. Die Senke erreicht eine Breite von 10 bis 25 km. Am Ostrand erheben sich die jordanischen Berge bis zu einer Höhe von über 1700 m in der Nähe von Petra, während der Negev im Westen nur etwa 600 m erreicht. Die Aravasenke selbst erhebt sich an ihrer höchsten Stelle, die etwa 75 km nördlich des Roten Meeres liegt, bis auf eine Höhe von 230 m. Am Toten Meer fällt das Gelände auf 417 m unter den Meeresspiegel ab.
Die Arava ist eine Steinwüste mit geringem Bewuchs von ausdauernden Sträuchern und Bäumen wie Wüsten-Beifuß, Kameldorn und anderen Akazien. Wie alle Wüsten ist sie aber nicht unbelebt. So gibt es sogar eine endemische Spinnenart, die nach der Arava Cerbalus aravaensis benannt ist.

## Infrastruktur
Die Arava ist seit je ein sehr dünn besiedeltes Gebiet. Für den Verkehr bietet die Senke gute Voraussetzungen. In der Antike wurde sie auch in Ost-West-Richtung genutzt. So verlief die Weihrauchstraße von Petra nach Gaza am Mittelmeer durch die Arava. Heute ist der Verkehr wegen der israelisch-jordanischen Grenzziehung auf Nord-Süd-Verbindungen eingeschränkt.
Auf der israelischen Seite der Senke verläuft seit 1966 eine wichtige Nord-Süd-Straßenverbindung (heute: Nationalstraße ). Diese Straße war die erste, welche die Senke in der ganzen Länge durchzog. Die Fortsetzung entlang des Toten Meers konnte erst 1970 unter großem Aufwand fertiggestellt werden.
Ebenso verläuft auf jordanischer Seite die Fernstraße R65 (Jordanien) durch die Arava, im Norden weiter an der Ostseite des Toten Meeres und durch den Jordangraben bis zur Landesgrenze im Yarmuktal.
Im Bereich der Senke gibt es keine größeren Orte, es bestehen nur einige kleinere, meist landwirtschaftlich ausgerichtete Siedlungen an Stellen, wo Wasser verfügbar ist. Auf israelischer Seite liegen einige Orte dicht am Übergang zwischen dem Bergland des Negev und der Arava, z. B. der Kibbuz Jotvata.

## Bedeutung
Von wirtschaftlicher Bedeutung war in der Arava lange Zeit der Kupferabbau, vor allem im Südwesten auf der Afrikanischen Platte bei Timna (Israel). Die Minen bestanden schon im Altertum, inzwischen ist der Abbau jedoch eingestellt. Auf der Arabischen Platte liegen die Kupferlagerstätten 107 Kilometer weiter nördlich in Feinan. Diese wurden ebenfalls bereits in der Kupferzeit und bis ins 13. Jahrhundert ausgebeutet. An der Entfernung der beiden Lagerstätten lässt sich das Ausmaß der Verschiebung der beiden Kontinentalplatten seit dem Aufbrechen des Afrikanischen Grabenbruches vor 35 Millionen Jahren feststellen, da das Kupfererzlager einmal eine Einheit bildete.
Im Jahr 1994 war die Aravasenke der Schauplatz des Friedensschlusses zwischen Israel und Jordanien.

## Forschung
Auf alten Landkarten bis ins 18. Jahrhundert ist die Arava nicht bekannt. Die Tabula Peutingeriana zeigt eine Straße von Jerusalem durch den Rand des Negev zum Roten Meer und im Osten die Königsstraße über Petra und Shobeck nach Philadelphia (Amman), dazwischen nur eine Querung südlich des Toten Meeres. Erst Johann Ludwig Burckhardt publizierte 1822 eine Karte, auf der „El-Araba“ eingetragen ist.
Wissenschaftler aus mehreren Ländern und verschiedenen Fachrichtungen beteiligen sich jetzt im „Wadi Arabah Project“ an der Erforschung der Region. Sie untersuchen die Arava als dynamisches, historisches Gebiet, das Südjordanien mit dem Negev verbindet. Dazu gehören die geologische Entstehung, Flora und Fauna, Rohstoff- und Wasservorkommen ebenso wie Siedlungsstrukturen von der Kupfersteinzeit bis in die Zeit des Osmanischen Reichs.
Ausgrabungen belegen zahlreiche Siedlungsplätze in allen Epochen. Besonders viele wurden für die Jungsteinzeit und Frühe Bronzezeit nachgewiesen. Klimaschwankungen hatten immer wieder Auswirkungen auf die Bevölkerungszahl.

## Bibel
Das Buch Josua erzählt, wie das Volk Israel auf dem Weg ins Gelobte Land den Jordan überschritt, und zwar zwischen der Stadt Adam und der Mündung des Jordans in das salzige Meer der Araba (Jos 3 ). Auch im Buch des Propheten Ezechiel im 47. Kapitel beschreibt der Prophet eine Vision, in der „der Fluß in die Araba strömt und in das Meer mit dem salzigen Wasser gelangt“ (Vers 8).